# Якоб (герцог Курляндии)
Я́коб фон Ке́тлер (нем. Jakob von Kettler; 28 октября 1610, Гольдинген — 1 января 1682) — герцог курляндский из дома Кетлеров, сын герцога Вильгельма и прусской принцессы Софии. При нём Курляндское герцогство достигло своего наивысшего могущества.

## Биография
Получил хорошее образование в университетах Ростока и Лейпцига. Унаследовал престол в 1642 году от дяди Фридриха. Фридрих очень любил своего племянника и во всём помогал ему. После окончания университета Якоб отправился путешествовать по другим странам (Англия, Франция, Нидерланды и т. д.). в Амстердаме изучал кораблестроение.
Во время Северной войны в 1658 году Якоб, несмотря на нейтралитет, был изгнан из страны, но в 1660 году, по Оливскому миру, получил её обратно.

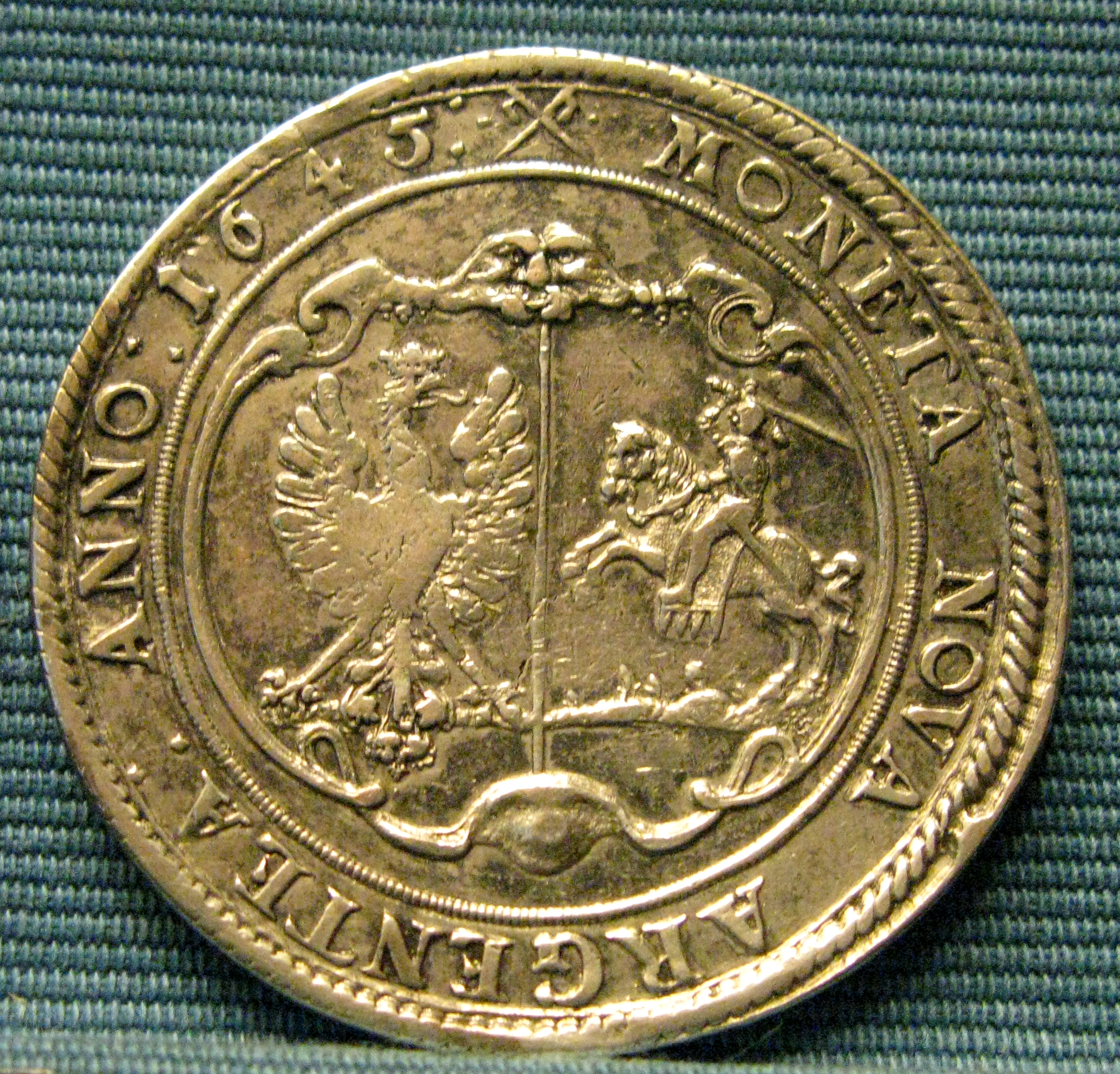
Серебряный талер герцога Якоба Кеттлера, 1645 год

Он строил мануфактуры, развивал сельское хозяйство, создал торговый и военный флот, который превосходил флот Бранденбурга, а также Гамбурга, Любека и прочих германских городов вместе взятых, основал в Западной Африке (у реки Гамбии) и на острове Тобаго у берегов Америки курляндские колонии. Тобаго был получен от короля Англии Карла I за поставку судов и оружия, а земли Гамбии — куплены у местных вождей. Также приобрёл владение Пильтенское и оставил сыну своему, Фридриху Казимиру, Курляндию в материальном отношении на высоте благополучия.
Якоб оказывал предпочтение католикам, что вызывало недовольство лютеранских подданных. При этом он в феврале 1670 года выдал права города русскому поселению староверов на Двине, указав в фундушной грамоте, что полноправными жителями нового города, названного Якобштадтом в честь давшего ему городские права герцога, могут быть только русские: «…so geben und gönnen Wir der guten gemeine die von Reussischen Nation eincig und alleine». Из их среды должны были избираться должностные лица, горожанам разрешалось исповедовать свою религию, строить храмы и школы («daher sie auch ihre Priester und Schuhldiener mit Auferbunning einer Kirche un Schulen ihrer Religion auf ihre Unkosten zu bestellen…»).
Герцог предлагал римскому папе Иннокентию X отправить крупную экспедицию в Австралию и Океанию (Terra Incognita), эта идея почти осуществилась, но внезапная смерть папы и начало Северной войны поставили крест на этой фантазии.
Якоб пытался всевозможными путями увеличить свои доходы и доходы государства. Яркий пример — планировка и начало строительства судоходного канала, соединяющего реку Лиелупе с морем на западе и с Даугавой на востоке (этот проект так и не был завершен из-за смерти герцога в 1682 году).
Герцог Якоб был тесно связан со многими европейскими монархами того времени (дед шведского короля Фредрика I и крестник короля Англии Карла I). Он пытался претендовать на Гессен-Кассель и даже на Бранденбург.

### Семья и дети
Был женат на Луизе Шарлотте Бранденбургской, дочери курфюрста Бранденбургского Георга Вильгельма, от которой имел детей:
- Ладислав Фридрих (умер в раннем детстве)
- Луиза Елизавета (1646—1690), замужем за Фридрихом II, ландграфом Гессен-Гомбурга (1633—1708)
- Кристина (умерла в раннем детстве)
- Фридрих Казимир (1650—1698), герцог Курляндии, женат на графине Софии Амалии Нассау-Зигенской (1650—1688), затем на принцессе Бранденбурга Елизавете Софии (1674—1748)
- Шарлотта София (1651—1728), аббатиса Херфордского монастыря
- Амалия (1653—1711), замужем за ландграфом Гессен-Кассельским Карлом I (1654—1730)
- Карл Якоб (1654—1677)
- Фердинанд (1655—1737), герцог Курляндии, женат на принцессе Магдалене Саксен-Вейсенфельсской (1708—1760)
- Александр (1658—1686).

## Память

Почтовая марка Латвии, 2001 год

- В 2001 году была выпущена почтовая марка Латвии, посвящённая герцогу Якобу.
- В 2010 году в Кулдиге установлен памятник герцогу (к 400-летию со дня рождения).